# فاليري كوروبكين
فاليري كوروبكين (بالروسية: Коробкин, Валерий Александрович)‏ (2 يوليو 1984 بفولغوغراد في روسيا - ) هو لاعب كرة قدم روسي وكازاخستاني في مركز الدفاع. شارك مع منتخب كازاخستان لكرة القدم. أما مع النوادي، فقد لعب مع إف كي أتيراو ونادي آكتوبه ونادي أستانا ونادي روتور فولغوغراد ونادي روستوف أون دون وسليوت بيلغورود ‏ وإنرجيا فولجسكي ‏ ونادي ينيسي كراسنويارسك ‏.

## وصلات خارجية
- فاليري كوروبكين على موقع قاعدة بيانات كرة القدم.إي يو (الإنجليزية)
- فاليري كوروبكين على موقع ناشيونال فوتبول تيمز (الإنجليزية)
- فاليري كوروبكين على موقع Soccerway.com (الإنجليزية)
- فاليري كوروبكين على موقع عالم كرة القدم.نت (الإنجليزية)